# 屈直
屈直（1458年—1531年），字道伸，號西溪，陕西西安府華州華陰縣人，民籍。

## 生平
成化十六年（1480年）庚子科陕西乡试舉人，二十年（1484年）甲辰科進士，秋九月丁继母刘宜人憂，归乡守制。二十三年授刑部浙江司主事，弘治五年（1482年）升广西司员外郎，八年升山西司郎中，九年（1496年）出为重庆府知府，十八年（1505年）冬十二月升河南左参政，正德二年（1507年）五月升浙江按察使，三年八月升河南右布政使，九月升太仆寺卿，四年七月升南京都察院提督粮储右副都御史，十月改南京大理寺卿，十二月改左副都御史、总督漕运，五年八月被弹劾致仕。嘉靖十年卒，享年七十四。

## 家族
曾祖屈亨。祖父屈韶，字九成，号诚斋，仕山西隰州同知，有惠政。父屈弘仁，字爱之，号朴庵，封奉直大夫刑部署郎中事员外郎，年九十卒。母李宜人，继母刘宜人。弟屈泰。
屈直生四男四：長子屈召，次子屈登，皆監生，俱石宜人 出。又次屈嘉、次屈愚漢，俱田氏出。